# Sahrezá megye

Iszfahán tartomány megyéinek elhelyezkedése

Sahrezá megye (perzsául: شهرستان شهرضا) Irán Iszfahán tartományának egyik déli megyéje az ország középső részén. Északkeletről, keletről Iszfahán megye, délen Jazd tartomány, délnyugaton Szemirom, nyugaton Dehágán megye, északnyugaton Mobárake megye határolják. Székhelye a 108 000 fős Sahrezá városa. Második legnagyobb városa az 5600 fős lakossággal rendelkező Manzarije.
A megye lakossága 139 702 fő. A megye egy kerületet tartalmaz: Központi kerület.

## Fordítás
- Ez a szócikk részben vagy egészben  a   Shahreza County című angol Wikipédia-szócikk ezen változatának fordításán alapul.  Az eredeti cikk szerkesztőit annak laptörténete sorolja fel. Ez a jelzés csupán a megfogalmazás eredetét és a szerzői jogokat jelzi, nem szolgál a cikkben szereplő információk forrásmegjelöléseként.